# Rufin d'Aquilée
Rufin d'Aquilée  (vers 345 à Concordia Sagittaria, Italie - vers 411 à Messine en Italie), dénomination devenue usuelle pour Tyrannius Rufinus (ou plutôt Turranius Rufinus), est un ascète chrétien, écrivain religieux et traducteur du grec au latin, historien ecclésiastique et admirateur de l'œuvre d'Origène. Il est un saint de l'église catholique, sa fête est le 27 Juillet.

## Biographie
Rufin naît à Julia Concordia, près d'Aquilée, de parents chrétiens. Il fait des études à Rome pendant plusieurs années (360-368) et y rencontre saint Jérôme. Vers 370, il intègre à Aquilée une communauté religieuse. En 372, il part pour Alexandrie où il suit l'enseignement de l'origéniste Didyme l'Aveugle. Il va aussi à la rencontre des ascètes du désert de Nitrie, notamment Macaire. Il se lie avec Mélanie l'Ancienne, venue aussi en Orient en quête de spiritualité chrétienne, et vers 378, il la suit à Jérusalem. Lorsqu’elle fonde peu après le monastère double du Mont des Oliviers, Rufin prend en mains la communauté des hommes. En 386, il retrouve saint Jérôme, venu s'installer à Bethléem. Il est aussi proche de l'évêque Jean II de Jérusalem, ancien moine en Égypte, et origéniste. Mais à partir de 394, Rufin et saint Jérôme sont impliqués dans le conflit entre l'évêque et Épiphane de Salamine, qui met en cause son orthodoxie. 
En 397, Rufin retourne à Rome. Il y traduit en latin le De principiis d'Origène, et l'Apologie pour Origène de Pamphile de Césarée. Il se brouille avec saint Jérôme à propos de ces traductions : dans une préface, il l'a présenté comme un admirateur (et traducteur) d'Origène. Jérôme écrit au moins trois textes très virulents contre Rufin, et il conteste notamment l'exactitude de sa traduction. 
En 401, Rufin se retire dans un monastère, à Aquilée. Il est un moment inquiété pour son militantisme origéniste sur l'intervention de l'évêque Théophile d'Alexandrie, mais le pape finit par condamner seulement certaines thèses d'Origène en renvoyant Rufin à sa conscience. En 408, fuyant l'invasion des Wisigoths, il part avec des amis d'abord pour le sud de l'Italie, puis pour la Sicile, où il meurt.

## Œuvre
Il a traduit de nombreux autres ouvrages du grec vers le latin (et a joué un grand rôle pour la connaissance du christianisme oriental en Occident) : 
- l'Histoire ecclésiastique d'Eusèbe de Césarée,
- des textes de saint Basile de Césarée (notamment le Petit Asceticon, première version de la « Règle (monastique) de saint Basile », conservée seulement dans la traduction latine de Rufin et en syriaque),
- des textes de saint Grégoire de Nazianze,
- l'Historia monachorum in Ægypto,
- le Roman pseudo-clémentin,
- les Sentences de Sextus le Pythagoricien,
- peut-être la Guerre des Juifs de Flavius Josèphe (traduction parfois attribuée à saint Jérôme).

Il a écrit lui-même une suite à l'Histoire ecclésiastique d'Eusèbe de Césarée : il en a fusionné les livres 9 et 10 (en élaguant les discours trop favorables à l'arianisme du livre 10) et a ajouté deux livres qui prolongent le récit de 325 jusqu'à la mort de Théodose Ier en 395 (ce qui donne un ensemble en onze livres, présenté comme un tout, avec un court paragraphe au début du livre 10 pour signaler le changement d'auteur). Par ce travail, il fait figure de précurseur dans le domaine latin (et sa continuation a aussi servi de source aux auteurs grecs comme Socrate le Scolastique). L'ouvrage est dédié à l'évêque Chromace d'Aquilée, qui l'avait commandé, selon la préface, après l'invasion de l'Italie par Alaric Ier, roi des Wisigoths (401). 
Avec Marcel d'Ancyre, il a laissé une version du vieux symbole romain. Rufin est aussi l'auteur d'ouvrages apologétiques et de traités dogmatiques, jugés mineurs.